# قائمة المثنيات في اللغة العربية
المُثنّيات المتلازمة في اللغة العربية أو الثنائيات في اللغة العربية أو المثان العربيّة، وتُعرف أيضاً بالمثنّيات التي لا تُفرد ولا تُجمع وذُكرت في بعض الكتب باسم ما جاء مثنى في مستعمل الكلام هي مجموعة مصطلحات تأتي على أوزان التثنية أطلقها العرب على ثُنائيّات الأشياء المُرتبطة، غالباً ما يُعبّر المصطلح عن الرّابط بين هذين الشيئين والعلاقة بينهما. تنقسم المُثنّيات في اللغة العربية إلى مُثنّيات تلقينيّية، ومثنّيات تغليبيّة، المثنّى التلقيني هو ما إذا أُفرد لم يفد المعنى الموضوع له في التثنية، فلا يصح إطلاقه على أحد المسميين، مثل: الثّقلان (الإنس والجان) والجديدان (الليل والنهار) قالت الخنساء: «إنَّ الجَدِيدَينِ مع طُولِ اختِلافِهما لا يَفسُدانِ ولكن يَفسُدُ النّاسُ». والمُثنّى التغليبي فإذا ما أُفرد صحّ إطلاقه على المتغلب من الاثنين، ومنه: الأبوان، القمران، العُمران، المغربان، المشرقان... إلخ. تُعد المُثنّيات في اللغة العربية من المزايا التي تفردت بها اللغة العربية عن غيرها من بقيّة اللغات، كما يُلاحظ أيضاً أن العرب كانت تُثنّي الأغلب والأقوى، فقالوا للوالدين: الأبوان وهما الأب والأم، كما أنّهم قد يُغلّبون الأخف نطقاً كما في العُمرين للإشارة إلى عمر بن الخطّاب وأبي بكر،  وقد يغلبون الأنثى في التّثنية ومن ذلك قولهم: المروتان ويُقصد بهما جبليّ الصّفا والمروة.

## أبرز المثنيات في اللغة العربية
القائمة أدناه تستعرض أبرز المُثنّيات في اللغة العربية مُرتّبةً أبجديّاً:
| المُثنّى     | الدّلالة                                                                       | مراجع/ملاحظات                                                                                         |
| ---------- | ----------------------------------------------------------------------------- | --- |
| الأبيضان   | الملح والسكر أو الخبز والماء أو اللبن والماء أو الشحم والشّباب أو الملح والخبز | [ 2 ] [ 7 ] [ 9 ] [ 10 ] [ 11 ] [ 12 ] [ ملاحظة 1 ] [ ملاحظة 2 ] [ ملاحظة 3 ]                         |
| الأبهران   | الوريدان اللذان يحملان الدم من جميع أوردة الجسم إِلى الأُذين الأيمن من القلب    | [ 9 ] [ 13 ] [ 14 ] [ 15 ]                                                                            |
| الأجودان   | الجود والمطر أو القطر والمطر أو المطر والبحر                                  | [ 9 ] [ 16 ] [ 17 ] [ ملاحظة 4 ]                                                                      |
| الأثرمان   | الدهر والموت أو الليل والنّهار                                                 | [ 5 ] [ 9 ] [ 14 ] [ 18 ] [ 19 ] [ 20 ] [ 21 ] [ 22 ]                                                 |
| الأجوفان   | البطن والفرج                                                                  | [ 9 ] [ 14 ] [ 23 ] [ 24 ] [ 25 ] [ 26 ]                                                              |
| الأحمدان   | الأمن والسلامة أو المتنبي وأحمد شوقي                                          | [ 18 ]                                                                                                |
| الأحمران   | اللحم والنبيذ أو الزعفران والذهب                                              | [ 2 ] [ 9 ] [ 9 ] [ 18 ] [ ملاحظة 5 ] [ ملاحظة 6 ]                                                    |
| الأخبثان   | السهر والضجر أو الأرق والقلق أو البول والغائط                                 | [ 9 ] [ 18 ] [ ملاحظة 7 ]                                                                             |
| الأخضران   | العشب والشجر أو العنب والشجر                                                  | [ 9 ] [ 18 ]                                                                                          |
| الأدبان    | أدب الغريزة وأدب                                                              | [ 9 ]                                                                                                 |
| الأذلان    | الحمار والوتد                                                                 | [ 18 ]                                                                                                |
| الأزهران   | الشمس والقمر                                                                  | [ 18 ]                                                                                                |
| الدائبان   | الشمس والقمر أو الليل والنهار                                                 | [ 27 ] [ 28 ] [ 29 ]                                                                                  |
| القمران    | الشمس والقمر                                                                  | [ 7 ] [ 8 ] [ 12 ] [ 30 ] [ 31 ] [ 32 ] [ 33 ] [ 34 ] [ 35 ] [ ملاحظة 8 ] [ ملاحظة 9 ]                |
| النيّران    | الشمس والقمر                                                                  | [ 32 ] [ 33 ] [ 36 ] [ 37 ] [ ملاحظة 10 ]                                                             |
| الأنوران   | الشمس والقمر                                                                  | [ 9 ] [ 17 ] [ ملاحظة 4 ]                                                                             |
| الأسمران   | الماء والقمح أو الماء والرمح                                                  | [ 14 ] [ 38 ]                                                                                         |
| الأسودان   | التمر والماء أو الحية والعقرب أو الحَرَّة والليل                                 | [ 2 ] [ 7 ] [ 9 ] [ 10 ] [ 11 ] [ 12 ] [ 39 ] [ ملاحظة 11 ] [ ملاحظة 12 ] [ ملاحظة 13 ] [ ملاحظة 14 ] |
| الأشرفان   | العرض والشرف                                                                  | [ 9 ]                                                                                                 |
| الأصغران   | القلب واللسان                                                                 | [ 2 ] [ 18 ] [ 18 ] [ ملاحظة 15 ] [ ملاحظة 16 ]                                                       |
| الأصفران   | الذهب والزعفران                                                               | [ 2 ] [ 18 ] [ ملاحظة 17 ]                                                                            |
| الأصمعان   | الفهم الذكي والرأي العازم                                                     | [ 9 ]                                                                                                 |
| الأطيبان   | الطعام والشراب أو الطّعام والنكاح أو التّمر واللبن                              | [ 2 ] [ 9 ] [ 18 ] [ ملاحظة 18 ]                                                                      |
| الأعذبان   | الريق والخمر أو الطعام والجماع                                                | [ 40 ]                                                                                                |
| الأعميان   | الليل والسحاب أو السيل والحريق أو الليل والنّهار أو الليل والجمل الهائج        | [ 18 ] [ 19 ] [ 19 ] [ 22 ] [ ملاحظة 19 ] [ ملاحظة 20 ]                                               |
| الأغزران   | البحر والمطر                                                                  | [ 18 ]                                                                                                |
| الأمرّان    | الفقر والهرم أو الجوع والعري أو الفقر والعري                                  | [ 9 ] [ 18 ] [ ملاحظة 21 ]                                                                            |
| الأيهمان   | السيل والحريق أو السّيل والجمل الهائج                                          | [ 14 ] [ 41 ] [ 42 ]                                                                                  |
| البردان    | الغنى والعافية أو الظّل والفيء                                                 | [ 14 ] [ 43 ]                                                                                         |
| الأبردان   | الغداة والعشي                                                                 | [ 14 ] [ 43 ]                                                                                         |
| البليّتان   | المرض والفقر أو الحياة والموت                                                 | [ 44 ]                                                                                                |
| التّوأمتان  | العينان                                                                       | [ 9 ]                                                                                                 |
| الثاويان   | البدو والحضر                                                                  | [ 36 ] [ 37 ] [ 45 ] [ ملاحظة 10 ]                                                                    |
| الجديدان   | الليل والنهار                                                                 | [ 2 ] [ 9 ]                                                                                           |
| الجاران    | الليل والنهار                                                                 | [ 9 ]                                                                                                 |
| الأجدّان    | الليل والنهار                                                                 | [ 9 ]                                                                                                 |
| الأهرمان   | الليل والنهار                                                                 | [ 9 ]                                                                                                 |
| الختانان   | عورة الرجل وعورة المرأة                                                       | [ 8 ] [ 9 ]                                                                                           |
| الأهيضان   | الطعام والنّكاح أو التمر واللبن                                                | [ 9 ]                                                                                                 |
| الأصرمان   | الليل والنّهار أو الذّئب والغراب                                                | [ 2 ] [ 9 ] [ 18 ] [ 46 ] [ ملاحظة 22 ]                                                               |
| الأقهبان   | الفيل والجاموس                                                                | [ 9 ]                                                                                                 |
| الأكحلان   | عرقان ينحدران من الذّراعين                                                     | [ 9 ]                                                                                                 |
| الأكذبان   | الظّن والسّراب                                                                  | [ 9 ]                                                                                                 |
| الأكبران   | الهمة واللب أو أبو بكر وعمر بن الخطاب أو الهِمَّة والفِعال                        | [ 9 ]                                                                                                 |
| الإمامان   | أبو يوسف ومحمد بن سيرين                                                       | [ 9 ]                                                                                                 |
| الأهدمان   | البناء والبئر                                                                 | [ 9 ] [ ملاحظة 23 ]                                                                                   |
| الردفان    | الليل والنّهار                                                                 | [ 9 ]                                                                                                 |
| الحرسان    | الليل والنّهار                                                                 | [ 9 ]                                                                                                 |
| الحارسان   | الليل والنّهار                                                                 | [ 9 ]                                                                                                 |
| المَلوَان    | الليل والنّهار                                                                 | [ 2 ]                                                                                                 |
| العصران    | اللّيل والنّهار أو الغداة والعشي                                                | [ 2 ] [ 9 ] [ ملاحظة 24 ]                                                                             |
| الفتيان    | الليل والنّهار                                                                 | [ 14 ] [ 47 ] [ 48 ] [ 49 ] [ 50 ]                                                                    |
| الطريدان   | الليل والنّهار                                                                 | [ 51 ] [ 52 ] [ ملاحظة 25 ]                                                                           |
| الجيشان    | القوة والشباب                                                                 | [ 53 ]                                                                                                |
| الحجران    | الذهب والفضة                                                                  | [ 54 ] [ 55 ] [ 56 ] [ 57 ]                                                                           |
| الحبيبان   | الذهب والفضة                                                                  | [ 9 ]                                                                                                 |
| النقدان    | الذهب والفضة                                                                  | [ 9 ]                                                                                                 |
| الحسنيان   | النصر والشهادة أو الصحة والثروة                                               | [ 9 ] [ 58 ] [ ملاحظة 26 ]                                                                            |
| الخافقان   | الشروق والغروب                                                                | [ 2 ] [ 9 ] [ 18 ] [ ملاحظة 27 ]                                                                      |
| الخائنان   | الجوع والعري                                                                  | [ 59 ]                                                                                                |
| الداران    | الدنيا والآخرة                                                                | [ 9 ] [ ملاحظة 28 ]                                                                                   |
| الزهراوان  | سورة البقرة وسورة آل عمران                                                    | |
| السعدان    | كوكب المشتري والزهرة                                                          | [ 59 ]                                                                                                |
| الشيخان    | البخاري ومسلم، أبو بكر الصديق وعمر بن الخطاب                                  | |
| الدمان     | الكبد والطحال                                                                 | [ 9 ] [ ملاحظة 29 ]                                                                                   |
| الميتتان   | الجراد والسّمك                                                                 | [ 9 ]                                                                                                 |
| الضرتان    | حجرا الرحى                                                                    | [ 9 ]                                                                                                 |
| الطرفان    | اللسان والفرج                                                                 | [ 59 ]                                                                                                |
| العشاءان   | المغرب والعشاء                                                                | [ 7 ] [ 9 ] [ 60 ] [ 61 ] [ ملاحظة 30 ]                                                               |
| العشاءان   | المغرب والعتمة                                                                | [ 9 ]                                                                                                 |
| الصباحان   | الصباح والمساء                                                                | [ 62 ]                                                                                                |
| العصران    | الصباح والمساء أو الغداة والعشي                                               | [ 9 ] [ ملاحظة 31 ]                                                                                   |
| المسيان    | الصباح والمساء                                                                | [ 62 ]                                                                                                |
| الكرتان    | الصباح والمساء                                                                | [ 62 ]                                                                                                |
| الباكران   | الصباح والمساء                                                                | [ 62 ]                                                                                                |
| الضعيفان   | الأرملة والصغير اليتيم                                                        | [ 9 ] [ 63 ] [ ملاحظة 32 ]                                                                            |
| الغاران    | البطن والفرج                                                                  | [ 14 ] [ 64 ] [ ملاحظة 33 ]                                                                           |
| الفرقدان   | النّجم القطبيّ ونجم آخر بقربه مماثل له أصغر منه                                 | [ 14 ] [ 54 ] [ 65 ] [ ملاحظة 34 ]                                                                    |
| المرتان    | الشر والأمر العظيم                                                            | |
| المهلكان   | الحرب والسيل                                                                  | [ 66 ] [ 67 ]                                                                                         |
| النحسان    | كوكبا زحل والمريخ                                                             | [ 66 ] [ 67 ]                                                                                         |
| الناعيان   | الشيب والكبر                                                                  | [ 67 ] [ 68 ] [ 69 ] [ 70 ]                                                                           |
| الهاديان   | العين والأثر                                                                  | [ 36 ] [ 37 ] [ ملاحظة 10 ]                                                                           |
| الواعيان   | السمع والبصر                                                                  | [ 67 ]                                                                                                |
| الأبوان    | الأب والأم                                                                    | [ 1 ] [ 4 ] [ 5 ] [ 6 ]                                                                               |
| الوالدان   | الأب والأم                                                                    | [ 1 ] [ 4 ] [ 5 ] [ 6 ]                                                                               |
| الأنفان    | الأنف والفم                                                                   | [ 18 ]                                                                                                |
| الرجبان    | رجب وشعبان                                                                    | [ 9 ]                                                                                                 |
| الصفران    | صفر ومحرم                                                                     | [ 71 ]                                                                                                |
| الغدوان    | الغداة والعشي                                                                 | [ 9 ]                                                                                                 |
| الفرجان    | الفم والقبل                                                                   | [ 9 ]                                                                                                 |
| المشرقان   | المشرق والمغرب                                                                | [ 72 ] [ 73 ] [ 74 ] [ 75 ]                                                                           |
| المطران    | المطر والريح                                                                  | [ 14 ]                                                                                                |
| الأصمعان   | العقل واللسان                                                                 | [ 59 ]                                                                                                |
| الناعقان   | كوكبان من الجوزاء                                                             | [ 76 ] [ 77 ] [ 78 ]                                                                                  |
| الشاتان    | عرقان ينحدران من الرأس إلى الحاجبين ثم العينين                                | [ 79 ] [ 80 ]                                                                                         |
| الشفاءان   | القرآن الكريم والعسل.                                                         | [ 9 ] [ ملاحظة 35 ] [ ملاحظة 36 ]                                                                     |
| الصرفان    | الرصاص والنحاس أو الليل والنهار                                               | [ 9 ]                                                                                                 |
| الصرعان    | الليل والنّهار                                                                 | [ 9 ]                                                                                                 |
| الرحلتان   | رحلة الشتاء ورحلة الصيف                                                       | [ 9 ] [ ملاحظة 37 ] [ ملاحظة 38 ]                                                                     |
| الزاخران   | العلم والكرم                                                                  | [ 9 ]                                                                                                 |
| الهرمان    | الأكبر والأصغر في مصر                                                         | [ 81 ]                                                                                                |
| القربان    | القرب والطلق                                                                  | [ 7 ] [ 82 ] [ ملاحظة 39 ]                                                                            |
| المربدان   | المرَبَد والطّريق الّذي يليه                                                      | [ 7 ] [ 12 ] [ 83 ] [ 84 ] [ 85 ] [ 86 ] [ 87 ] [ 88 ] [ 89 ] [ 90 ] [ ملاحظة 40 ] [ ملاحظة 41 ]      |
| السوءتان   | القبل والدّبر                                                                  | [ 9 ] [ ملاحظة 42 ] [ ملاحظة 43 ]                                                                     |
| العسكران   | عرفة ومنى                                                                     | [ 9 ]                                                                                                 |
| العودان    | عود العزف وعود البخور                                                         | [ 9 ]                                                                                                 |
| الماضيان   | السيف والقلم أو السّيف والقدر                                                  | [ 9 ] [ 17 ] [ ملاحظة 4 ]                                                                             |
| المعيبان   | جسم الإنسان وقلبه                                                             | [ 9 ] [ ملاحظة 44 ] [ ملاحظة 45 ] [ ملاحظة 46 ] [ ملاحظة 47 ]                                         |
| المقشقشتان | سورة الكافرون سورة الإخلاص                                                    | [ 9 ]                                                                                                 |
| الملوان    | الدهر والهم                                                                   | [ 9 ] [ ملاحظة 48 ]                                                                                   |
| النقيضان   | الخير والشّر أو الظلمة والضياء أو العدل والظّلم أو القسوة واللّين                | [ 18 ]                                                                                                |
| الظهران    | الظهر والعصر                                                                  | [ 8 ]                                                                                                 |
| المزعجان   | الخوف والحذر                                                                  | [ 17 ] [ ملاحظة 4 ]                                                                                   |
| الأصبغان   | الخِصْب وحُسن الحال                                                              | [ 1 ] [ 91 ] [ 92 ]                                                                                   |
| الأخْطَلان   | الأخطل الكبير غيَّاث بن غوث والأخطل الصغير بشارة الخوري.                        | [ 1 ]                                                                                                 |
| الأسْدَرَان   | المنكبان                                                                      | [ 1 ]                                                                                                 |
| الأمَدَان    | يوم الولادة ويوم الوفاة                                                       | [ 1 ]                                                                                                 |
| الأشْهَبَان   | العامان المتتاليان اللذان يضربهما الجدْب.                                      | [ 1 ]                                                                                                 |
| الأبهجان   | الوَشْيُ والزَّهر                                                                  | [ 1 ]                                                                                                 |
| الأسِيْرَان   | الشِّعْر والسَّمَر                                                                  | [ 1 ]                                                                                                 |
| الاعْتِدَالان | اليومان اللذان يتساوى فيهما الليل والنهار                                     | [ ملاحظة 49 ]                                                                                         |
| الأشْهَبَان   | الوَشْيُ والزَّهر                                                                  | [ 1 ]                                                                                                 |
| الأشْرَفَان   | اللوح والقلم                                                                  | [ 1 ]                                                                                                 |
| الأعَزَّان    | الأهل والولد                                                                  | [ 1 ]                                                                                                 |
| الأفْضَلان   | العِلم والحسب                                                                  | [ 1 ]                                                                                                 |
| الآنِيْسَان   | الرأي الحازم والحسام الصارم                                                   | [ 1 ]                                                                                                 |
| الأكْثَرَان   | الرمل والشجر                                                                  | [ 1 ]                                                                                                 |
| الآنْكَدَان   | الخوف والعَدَم                                                                  | [ 1 ]                                                                                                 |
| البَسِيْطَان   | الثرى والماء                                                                  | [ 1 ]                                                                                                 |
| البَيِّعَان    | البائع والشَّاري                                                                | [ 1 ]                                                                                                 |
| الجَابِيَان   | الذئب والجراد                                                                 | [ 1 ]                                                                                                 |
| الجَارِحَان   | القلب والعيون                                                                 | [ 1 ]                                                                                                 |
| الجَوْهَرَان   | النُّبل والكرم                                                                  | [ 1 ]                                                                                                 |
| الحَدَثَان    | الليل والنهار أو الشَّر والأمر العظيم                                           | [ 1 ]                                                                                                 |
| الحُرَّان     | نجمان عن يمين الناظر إلى الفرقدين                                             | [ 1 ]                                                                                                 |
| الملكان    | هاروت وماروت                                                                  | [ 93 ]                                                                                                |

## المثنّيات في الأعلام
| المُثنّى     | الدّلالة                                                                         | مراجع/ملاحظات                                                                                     |
| ---------- | ------------------------------------------------------------------------------- | ------------------------------------------------------------------------------------------------- |
| الأقرعان   | الأقرع بن حابس وأخوه                                                            | [ 7 ] [ 82 ] [ 94 ] [ ملاحظة 50 ]                                                                 |
| الزَّهمدَان   | زهدم وقيس أو زهدم وكردم                                                         | [ 7 ] [ 11 ] [ 82 ] [ 94 ] [ 95 ] [ 96 ] [ 97 ] [ 98 ] [ 99 ] [ 100 ] [ ملاحظة 52 ] [ ملاحظة 53 ] |
| السعدان    | سعد بن عبادة وسعد بن معاذ                                                       | [ ملاحظة 54 ]                                                                                     |
| الشريفان   | المرتضي والرضي                                                                  | [ 101 ] [ 102 ] [ 103 ] [ 104 ]                                                                   |
| الرضيان    | المرتضي والرضي                                                                  | [ 101 ] [ 102 ] [ 103 ] [ 104 ]                                                                   |
| الشهيدان   | الشيخ محمد مكي العاملي والشيخ زين الدين الجبعي العاملي                          | [ 105 ] [ 106 ]                                                                                   |
| الحكمان    | أبو موسى الأشعري وعمرو بن العاص                                                 | [ 9 ] [ ملاحظة 55 ]                                                                               |
| الحكيمان   | أبو تمام والمتنبي                                                               | [ 9 ]                                                                                             |
| الشيخان    | أبو بكر وعمر أو البخاري ومسلم                                                   | ا                                                                                                 |
| العُمَرَان    | أبو بكر وعمر أو عمر بن الخطاب وعمر بن عبد العزيز أو عمر بن الخطاب وعمرو بن هشام | [ 2 ] [ 7 ] [ 8 ] [ 10 ] [ 11 ] [ 12 ] [ 32 ] [ 33 ] [ 35 ] [ 82 ] [ 107 ] [ ملاحظة 57 ]          |
| الذبيحان   | إسماعيل بن إبراهيم وعبد الله بن عبد المطلب                                      | [ 9 ] [ ملاحظة 58 ]                                                                               |
| المنذران   | المنذر بن امرؤ القيس والمنذر بن ماء السماء                                      | [ 108 ] [ 109 ]                                                                                   |
| الحسنان    | الحسن والحسين ولدا علي بن أبي طالب                                              | [ 9 ]                                                                                             |
| السبطان    | الحسن والحسين ولدا علي بن أبي طالب                                              | [ 110 ]                                                                                           |
| الريحانتان | الحسن والحسين ولدا علي بن أبي طالب                                              | [ 9 ]                                                                                             |
| العسكريان  | الإمام علي الهادي والإمام الحسن العسكري                                         | [ 111 ] [ 112 ] [ 113 ] [ 114 ]                                                                   |
| الطائيان   | البحتري وأبو تمام                                                               | [ ملاحظة 59 ]                                                                                     |
| الطليحان   | طُليحة بن خُويلد الأسدى وأخوه.                                                    | [ 7 ] [ 10 ] [ 11 ] [ 82 ]                                                                        |
| الطليحتان  | طُليحة بن خُويلد الأسدى وأخوه.                                                    | [ 82 ] [ 115 ] [ 116 ]                                                                            |
| المِلحبان   | رجلان من بكر                                                                    | [ 7 ] [ 12 ] [ 82 ]                                                                               |
| المسلبان   | عمرو وأبو عمرو أو عمرو وعامر                                                    | [ 7 ] [ 12 ] [ 82 ] [ ملاحظة 60 ]                                                                 |
| الأحوصان   | الأحوص بن جعفر وابنه عمرو بن الأحوص                                             | [ 7 ] [ 10 ] [ 11 ] [ 12 ] [ ملاحظة 61 ]                                                          |
| المسمعان   | رجلان من بني مالك بن مسمع                                                       | [ 7 ] [ 11 ] [ 82 ] [ 82 ] [ ملاحظة 62 ] [ ملاحظة 63 ] [ ملاحظة 64 ]                              |
| الشعثمان   | رجلان من بني عامر بن ذهل                                                        | [ 7 ] [ 82 ] [ 117 ] [ ملاحظة 65 ] [ ملاحظة 66 ]                                                  |
| الجلالان   | جلال الدين السيوطي وجلال الدين المحلي                                           | [ 9 ] [ ملاحظة 67 ]                                                                               |

## المُثنّيات في الأماكن

### في المواقع
| المُثنّى   | الدّلالة                        | الموقع           | مراجع/ملاحظات                                   |
| -------- | ------------------------------ | ---------------- | ----------------------------------------------- |
| الموصلان | الموصل والجزيرة الفراتيّة       | العراق           | [ 118 ] [ 119 ]                                 |
| الحرمان  | الحرم المكي والحرم المدني      | السعودية         | [ 9 ] [ ملاحظة 68 ]                             |
| المكتان  | مكة والمدينة                   | السعودية         | [ 9 ]                                           |
| العراقان | البصرة والكوفة                 | العراق           | [ 9 ]                                           |
| البصرتان | البصرة والكوفة                 | العراق           | [ 7 ] [ 9 ] [ 10 ] [ 98 ] [ ملاحظة 69 ]         |
| المصران  | الكوفة والبصرة أو مكة والمدينة | السعودية/ العراق | [ 27 ] [ 120 ] [ 121 ]                          |
| الحيرتان | الحيرة والكوفة                 | العراق           | [ 7 ] [ 12 ] [ 82 ] [ ملاحظة 70 ] [ ملاحظة 71 ] |
| القريتان | مكة والطائف                    | السعودية         | [ 5 ] [ 122 ] [ ملاحظة 72 ]                     |

### في التضاريس
| المُثنّى   | الدّلالة                    | الموقع   | مراجع/ملاحظات                                        |
| -------- | -------------------------- | -------- | ---------------------------------------------------- |
| اللابتان | حرتان في المدينة المنورة   | السعودية | [ 123 ] [ 124 ] [ 125 ]                              |
| اللبنان  | اللبن الأسفل واللبن الأعلى | السعودية | [ ملاحظة 73 ]                                        |
| البحران  | بحر العرب وبحر الروم       |          | [ 9 ]                                                |
| البحران  | النّهر والبحر               |          | [ 8 ] [ ملاحظة 74 ]                                  |
| الرافدان | دجلة والفرات               | العراق   | [ 9 ]                                                |
| الفراتان | دجلة والفرات               | العراق   | [ 14 ] [ 75 ] [ 126 ]                                |
| الضمران  | جبل الضمر وجبل الضائن      |          | [ 7 ] [ 12 ] [ 82 ] [ ملاحظة 75 ]                    |
| ثبيران   | غار حرّاء وثيبرا            | السعودية | [ 7 ] [ 12 ] [ 82 ] [ ملاحظة 76 ]                    |
| الأخشبان | جبل أبي قيس وجبل قعيقعان   | السعودية | [ 9 ] [ ملاحظة 77 ]                                  |
| الدُّحْرُضَيْنِ | موردين للماء؛ دحرض ووسيع   | السعودية | [ 89 ] [ 104 ] [ 127 ] [ 128 ] [ 129 ] [ ملاحظة 78 ] |

## المُثنّيات في الأديان

### في الإسلام
| المُثنّى    | الدّلالة                                                                 | مراجع/ملاحظات              |
| --------- | ----------------------------------------------------------------------- | -------------------------- |
| الكريمان  | الحج والجهاد                                                            | [ 67 ]                     |
| الثقلان   | الإنس والجان (في القرآن) أو الكتاب والعترة أو الكتاب والسنة (في الحديث) | [ 9 ] [ 18 ] [ ملاحظة 79 ] |
| الزهراوان | سورتا البقرة وآل عمران                                                  | [ 18 ]                     |
| الصحيحان  | صحيح البخاري وصحيح مسلم                                                 | [ 9 ]                      |
| الهجرتان  | الهجرة إلى الحبشة والهجرة إلى المدينة                                   | [ 130 ]                    |
| الأذانان  | الأذان وإقامة الصلاة                                                    | [ 9 ]                      |
| المروتان  | الصفا والمروة                                                           | [ 8 ] [ 131 ] [ 132 ]      |
| القبلتان  | المسجد الحرام والمسجد الأقصى                                            | [ 133 ]                    |
| البردان   | صلاة الفجر وصلاة العصر                                                  | [ 134 ]                    |

## المُثنّيات في العلوم

### في علم الأحياء
| المُثنّى                     | الدّلالة                                                      | مراجع/ملاحظات   |
| -------------------------- | ------------------------------------------------------------ | --------------- |
| الوريدان (للإنسان)         | عرقان في العنق؛ الوريد الوداجي الباطن والوريد الوداجي الظاهر | [ 135 ] [ 136 ] |
| الودجان (للحيوان والإنسان) | عرقان في العنق؛ الوريد الوداجي الباطن والوريد الوداجي الظاهر | [ 135 ] [ 136 ] |

## وصلات خارجية
- من عجائب اللغة العربية وجود مثنيات لإثنين غير متطابقان على الفيس بوك.
- ثُنائيّات اللغة العربية على الفيس بوك.
- مقطع يستعرض عدّة مُثنّيات أطلقت على الذّهب والفضّة على اليوتيوب.
- جدول عن المثنّيات في اللغة العربية على تويتمايل.